# 세가 시스템 18
세가 시스템 18은 1989년 세가가 개발한 아케이드 게임 기판이다. 시스템 18은 자마(JAMMA) 표준 규격을 따르고 있지만 짧은 기간 동안만 사용되었다. 대부분 게임에서 복제 방지 대책으로 세가 시스템 16과 같은 히타치 FD1094 칩을 사용했다.

## 사양
- CPU : 모토로라 68000 10MHz
- 사운드 CPU : 자일로그 Z80 8MHz
- 사운드 칩 : 야마하 YM3438 8MHz 2개 + 리코 RF5c68 10MHz (8채널 PCM, Sega Custom 315로 표기)
- 그래픽 : 320 * 224 , 4096색
- 보드 조합 : 메인 보드 + 롬 보드
- 기능 : 동시에 128 스프라이트 표시 가능 , 4 타일 레이어, 1 텍스트 레이어, 1 스프라이트 레이어 (확대, 축소, 반투명 지원)

## 게임
- 에이리언 스톰 (Alien Storm)
- 블록시드 (Bloxeed)
- 클러치 힛터 (Clutch Hitter)
- D.D. 크루 (D.D. Crew)
- 데저트 브레이커 (Desert Breaker)
- 레이저 고스트 (Laser Ghost)
- 마이클잭슨의 문워커 (Michael Jackson's Moonwalker)
- 쉐도우 댄서 (Shadow Dancer)
- 월리를 찾아라! (Where's Wally?)